# Овчинников Всеволод Володимирович
Овчи́нников Все́волод Володи́мирович (17 листопада 1926, Ленінград — 30 серпня 2021) — радянський і російський журналіст і письменник, один з провідних радянських повоєнних журналістів-міжнародників, сходознавець.

## Життєпис
Впродовж майже сорока років був кореспондентом і політичним оглядачем газети «Правда», потім був оглядачем «Російської газети».

## Творчий доробок
Автор книг «Гілка сакури (Розповідь про те, що за люди японці)», «Коріння дуба (Враження і роздуми про Англію і англійців)», «Гарячий попіл (Хроніка таємної гонки за володіння ядерною зброєю)». За ці книги у 1985 році був удостоєний Державної премії СРСР.